# Pichonia balansana
Espèce
Classification phylogénétique
Statut de conservation UICN

 NT  : Quasi menacé
Pichonia balansana est une espèce de plantes à fleurs de la famille des Sapotaceae. C'est un arbuste endémique à la Nouvelle-Calédonie.

## Répartition
Endémique aux forêts sèches calcaires de Nouvelle-Calédonie de Grande Terre et des Îles Loyauté.

## Conservation
L'espèce est devenue rare sur Grande Terre. La population des Îles Loyauté est mieux préservée.
Les principales menaces sur Grande Terre sont :
- la pression l'agriculture et de l'élevage.
- les espèces d'arbres invasives: Acacia spirorbis, Leucaena leucocephala, et le Niaouli (Melaleuca quinquenervia) en concurrence dans les savanes sèches.
- la dommages provoqués par le Cerf rusa